# Převaděč (právo)
Jako převaděč se v právu označuje člověk, který zpravidla za úplatu doprovází jiné osoby při nelegální cestě přes tzv. zelenou hranici, čili přes státní hranici v prostoru mimo hraniční přechod. Jeho úkolem je využít znalosti terénu a případně i činnosti ostrahy hranic k úspěšnému převedení osoby nebo skupiny osob z území jednoho státu přes hraniční pásmo do vnitrozemí druhého státu, aniž by si toho všimla pohraniční policie kterékoliv z obou zemí.
Taková činnost je v České republice v rozporu se zákonem. Trestní zákoník ji v § 340 definuje jako trestný čin:
| „ | § 340 Organizování a umožnění nedovoleného překročení státní hranice 1. Kdo pro jiného organizuje nedovolené překročení státní hranice nebo jinému umožní či mu pomáhá nedovoleně překročit státní hranici nebo jinému po nedovoleném překročení státní hranice umožní či mu pomáhá přepravit se přes území České republiky nebo takové přepravení organizuje, bude potrestán odnětím svobody až na dvě léta nebo zákazem činnosti. 2. Odnětím svobody na šest měsíců až pět let, propadnutím majetku nebo peněžitým trestem bude pachatel potrestán, a) spáchá-li čin uvedený v odstavci 1 jako člen organizované skupiny, b) vystaví-li takovým činem jiného nelidskému nebo ponižujícímu zacházení, c) spáchá-li takový čin za úplatu, d) spáchá-li takový čin opětovně, nebo e) spáchá-li takový čin v úmyslu zakrýt nebo usnadnit jiný trestný čin. 3. Odnětím svobody na dvě léta až osm let nebo propadnutím majetku bude pachatel potrestán, a) spáchá-li čin uvedený v odstavci 1 jako člen organizované skupiny a za úplatu, b) vydá-li takovým činem jiného v nebezpečí smrti, c) způsobí-li takovým činem těžkou újmu na zdraví, d) získá-li takovým činem pro sebe nebo pro jiného značný prospěch, e) spáchá-li takový čin se zbraní, nebo f) spáchá-li takový čin za stavu ohrožení státu nebo za válečného stavu. 4. Odnětím svobody na pět až dvanáct let, popřípadě vedle tohoto trestu též propadnutím majetku, bude pachatel potrestán, a) způsobí-li činem uvedeným v odstavci 1 smrt, b) způsobí-li takovým činem těžkou újmu na zdraví nejméně dvou osob, c) získá-li takovým činem pro sebe nebo pro jiného prospěch velkého rozsahu, nebo d) spáchá-li takový čin jako voják za stavu ohrožení státu nebo za válečného stavu. 5. Příprava je trestná. | “ |